# Даниела Тодорова (лекоатлет)
Вижте пояснителната страница за други личности с името Даниела Тодорова.
Даниела Тодорова Тодорова е българска лекоатлетка, състезателка в дисциплините хвърляне на копие, хвърляне на диск и тласкане на гюле.
Състезава се на Летните параолимпийски игри в Пекин, където печели бронзов медал в състезанието по хвърляне на копие за жени. Представя България и на Параолимпиадата в Лондон и тази в Рио де Жанейро.

## Биография
Даниела Тодорова е родена на 18 октомври 1980 година в Казанлък. От 12 до 17-годишна възраст тренира хвърляне на копие в родния си град, където нейна треньорка е световната шампионка Цветанка Христова. В началото тренира в различни дисциплини като бягане на 100 метра и дълъг скок, но за хвърлянето на копие я открива треньорът Петър Рахналиев.
След завършването на гимназия в Казанлък, Тодорова записва треньорска и учителска специалност по лека атлетика в Националната спортна академия. Състезава към клуба на НСА под ръководството на Станка Миланова. След това неин треньор става Георги Димитров, с когото се готви за олимпиадата в Пекин през 2008 година.
През март 2006 година Тодорова е на подготвителен лагер на високопланинската база Белмекен, където по време на силова тренировка изпуска 120-килограмова щанга. При инцидента е счупен 11-и гръбначен прешлен и Тодорова е парализирана от кръста надолу. Следват неуспешни опити за присаждане на стволови клетки и продължителна рехабилитация.
На последното си състезание преди инцидента, Лятната универсиада в Измир, Тодорова достига до финалите на копие, където завършва с 16-а. Първото ѝ състезание за хора с увреждания след инцидента е през 2007 година в Чехия, на което участва за покриване на норматив за параолимпиадата в Пекин. Неин треньор става брат ѝ Радостин Тодоров, който тренира и други български параатлети – Мустафа Юсеинов и Ружди Ружди.
На параолимпиадата през 2008 година Тодорова постига първи резултат в света, но остава трета, защото първата и втората са в група на по-тежки увреждания и получават коефициент, който им дава 6 метра аванс. Тодорова, която е в група F55, хвърля копието на 19,38 метра.
През 2011 година на Световното първенство по лека атлетика в Крайстчърч, Нова Зеландия, с втори резултат от 19.10 Тодорова се класира четвърта.
През 2012 година на Параолимпиадата в Лондон тя завършва 13-а на гюле (6.83 метра) и 6-а на копие (19.25 метра). Там тя уврежда сухожилията на дясното си рамо, заради което претърпява операция и известно време страда от загуба но подвижност в дясната ръка и мускулна слабост.
През 2013 година Тодорова участва в Световното първенство по лека атлетика в Лион (IPC Athletics World Championships). Там завършва 6-а на гюле (с осми резултат, 6.53 метра) и 7-а на копие (с трети резултат, 18.30 метра).
На Европейското първенство през 2014 година в Суонзи, Тодорова печели два сребърни медала и едно пето място. В дисциплината хвърляне на диск завършва на второ място с резултат от 16.43 метра. В хвърлянето на копие отново е втора с резултат 17.82 метра. На тласкането на гюле завършва пета с четвърти резултат от 6.42 метра.
На Световното първенство през 2015 година в Доха, Тодорова отново е медалистка с два бронзови медала – на гюле и копие. На гюле завършва трета с резултат 7.12 метра, на копие – трета с 18.30 метра, а на диск – на 10 място с 16.84 метра.
През 2016 година Даниела Тодорова участва в Европейското първенство в Гросето, където също печели два бронзови медала. Тодорова печели бронзовите медали на тласкане на гюле с резултат 6,90 метра и на хвърляне на копие с 18,80 метра, а в дисциплината хвърляне на диск остава пета (с резултат 16,45 метра).
Задено с още петима параолимпийци – Денислав Коджабашев, Милена Тодорова, Радослав Златанов, Ружди Ружди и Християн Стоянов – Тодорова представя България на Летните параолимпийски игри в Рио де Жанейро.